# Josef Dehm

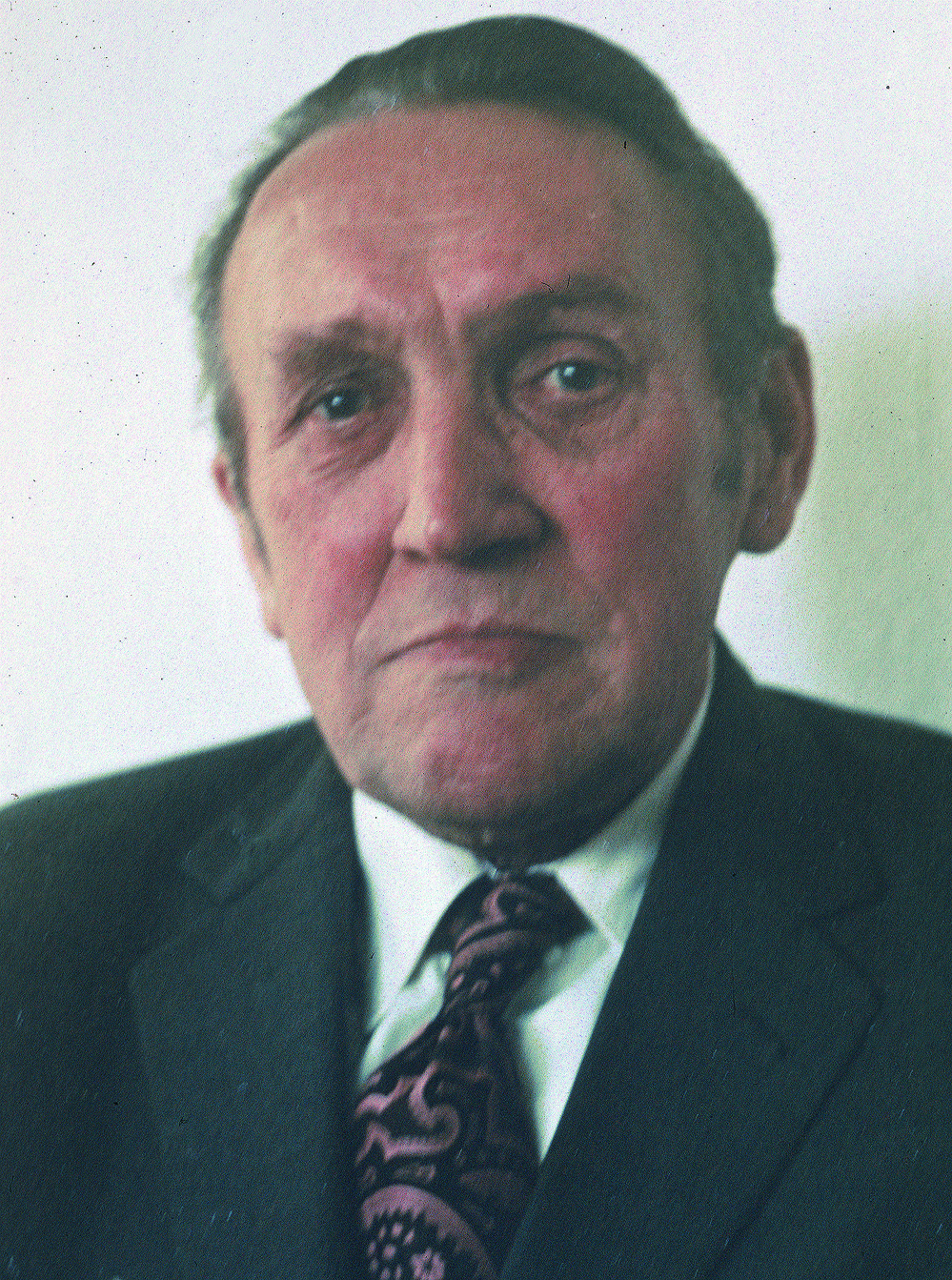
Josef Dehm, 1970

Josef Dehm (* 8. April 1904 in Jöhlingen, Kreis Karlsruhe; † 26. Oktober 1977 in Rinklingen) war ein deutscher Erfinder und Unternehmer.

## Leben

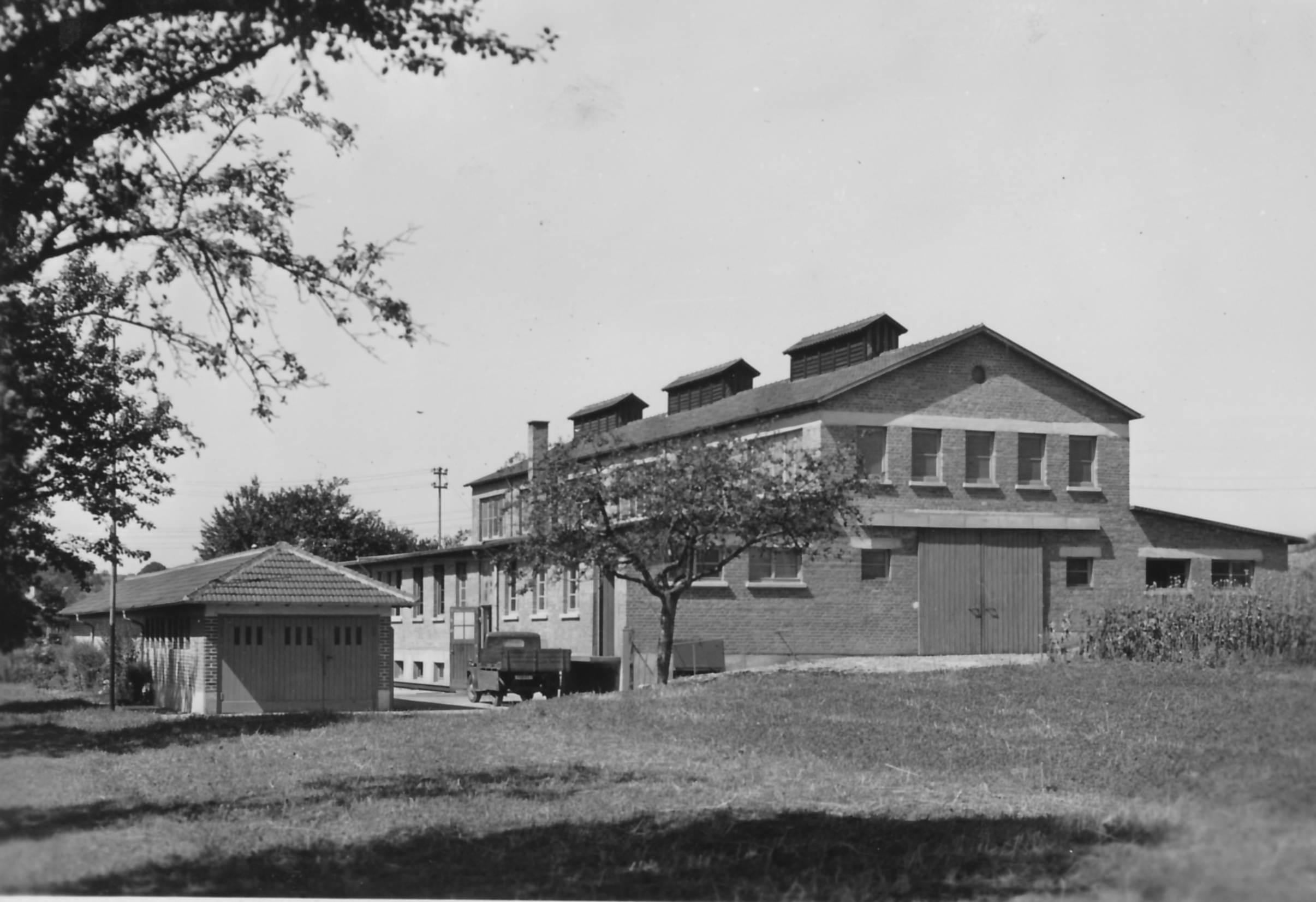
Gießerei Dehm, 1940

Der Vater von Josef Dehm, ein Bauunternehmer, verstarb ebenso früh, wie seine Mutter. Nach der Ausbildung als Handformer arbeitete er in mehreren Gießereien, darunter in Karlsruhe und Triberg. Nach Ablegung der Meisterprüfung richtete er in Bretten eine Graugussgießerei ein. Das angemietete Gebäude war bald zu klein, so dass er in Rinklingen bei Bretten eine moderne Gießerei errichtete. Die Mitarbeiterzahl stieg auf die Zahl 60. In der Gießerei und der werkseigenen Schreinerei stellte er nach Ende des Zweiten Weltkriegs Gerätschaften her, welche Mangelware waren, darunter Schrotmühlen, Handleiterwagen und Metallpfannen.
„Die von Josef Dehm begründete Firma [...] stellte wohl ab 1954 die wohl schon 1946 entwickelten Idema-Bausteine als Modell- und Konstruktionsbaukästen Der kleine Baumeister. Für kleine Architekten und Für junge Ingenieure mit Kunststoff-Steckbausteinen in einem eigenen System“, so Ulf Leinweber.
Die Erfindung und der Vertrieb des Idema-Bausteins band die Kräfte von Josef Dehm derart, dass er seine Gießerei an die Herdfirma Neff verpachtete und später an diese verkaufte. In Folge von Krankheiten konnte er über lange Zeiträume seine Geschäfte nicht selbst führen und übergab den Vertrieb in den Jahren 1958 bis 1963 an eine Heidelberger Firma.
In den 60er Jahren expandierte die Firma stark. In einem modernen Maschinenpark wurden die Idema-Bausteine gefertigt. „Der Idema-Baukasten [...] wurde ein weltweiter Erfolg, er wurde bis nach Mexiko verkauft“, so laut Annette Noschka und Günter Kerr.
Die Erfindungen des Idema-Bausteins sind unter den Nummern 1070420 vom 16. Juni 1952 sowie 1075871 vom 31. März 1955 beim Deutschen Patentamt patentrechtlich geschützt worden. In der Patentschrift von 1952 heißt es über den ersten von Dehm entwickelten massiven Stein: Er weist „acht Vorsprünge und acht Vertiefungen auf, die symmetrisch in zwei Reihen [...] angeordnet sind.“
Im fortgeschrittenen Alter verpachtete Josef Dehm zuerst seine Firma, später verkaufte er sie ganz.
Josef Dehm erfand verschiedene neue Varianten seines Bausteins: Zu den Normalsteinen kamen Doppelsteine, Riesen, Hobbysteine und Mosaiksteine, dazu Räder, Sandbausteine und große Styroporsteine.

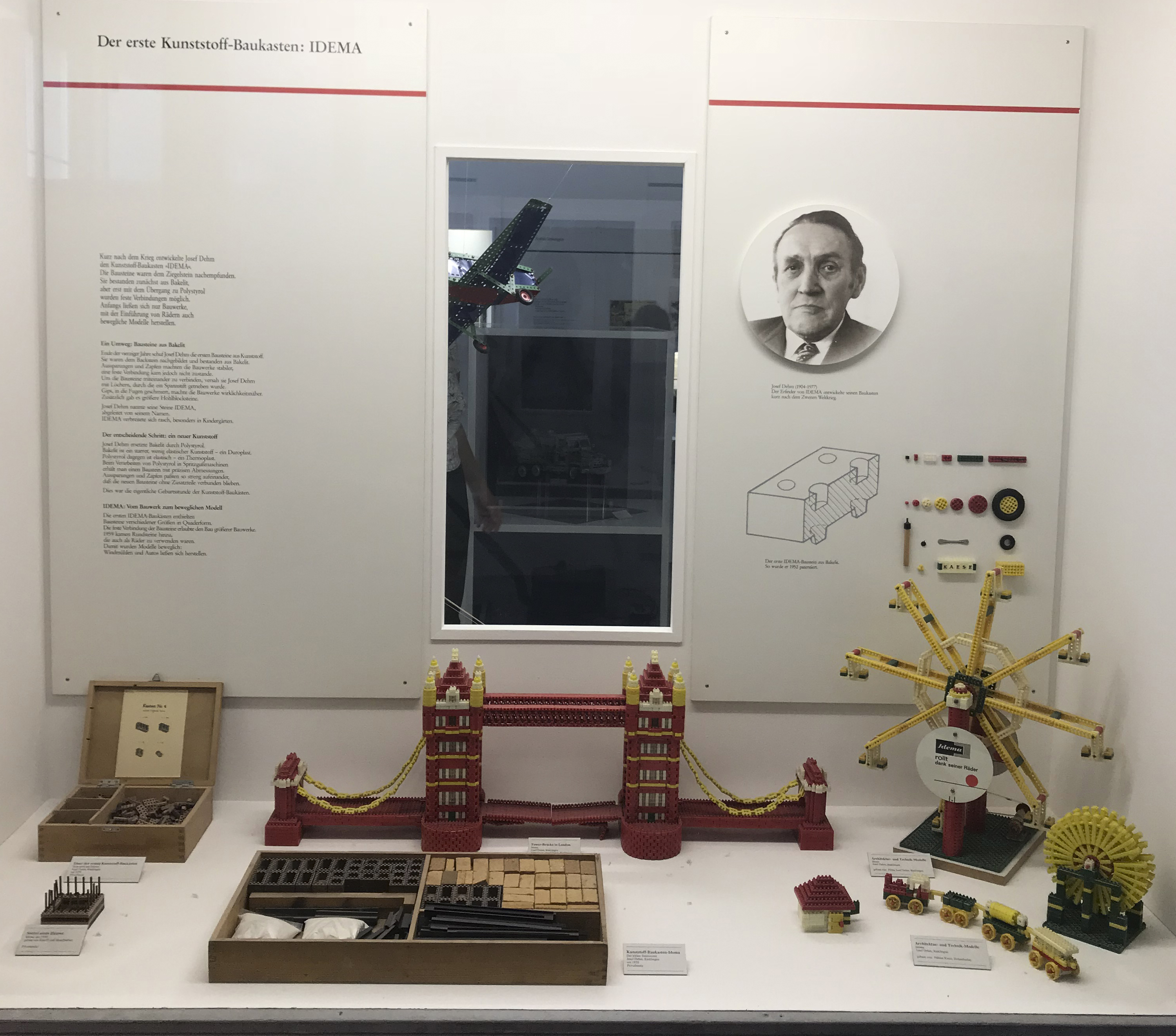
Idema – Schaukasten im Deutschen Museum München, 2018

Im Buch Bauklötze staunen wird Josef Dehm als „Pionier auf dem Sektor Kunststoffbaukästen“ bezeichnet.

## Erfindung
Der Idema-Baustein orientierte sich am Mauerziegel und bildete dessen Reichsformat im Maßstab 1:10 ab. Hergestellt zuerst aus Bakelit, wurden die Steine später aus Polystyrol gefertigt.

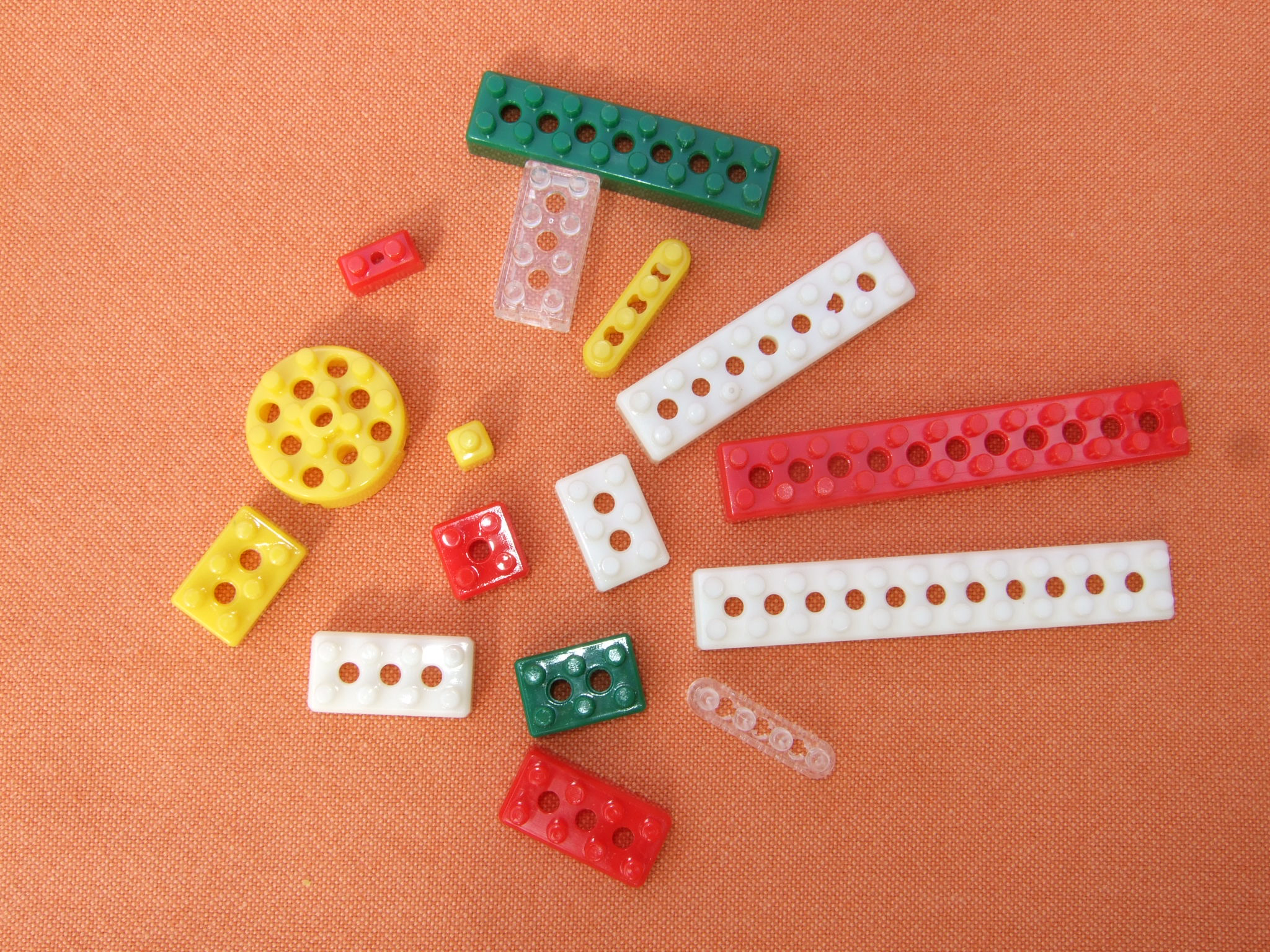
Auswahl Idema – Normalsteine

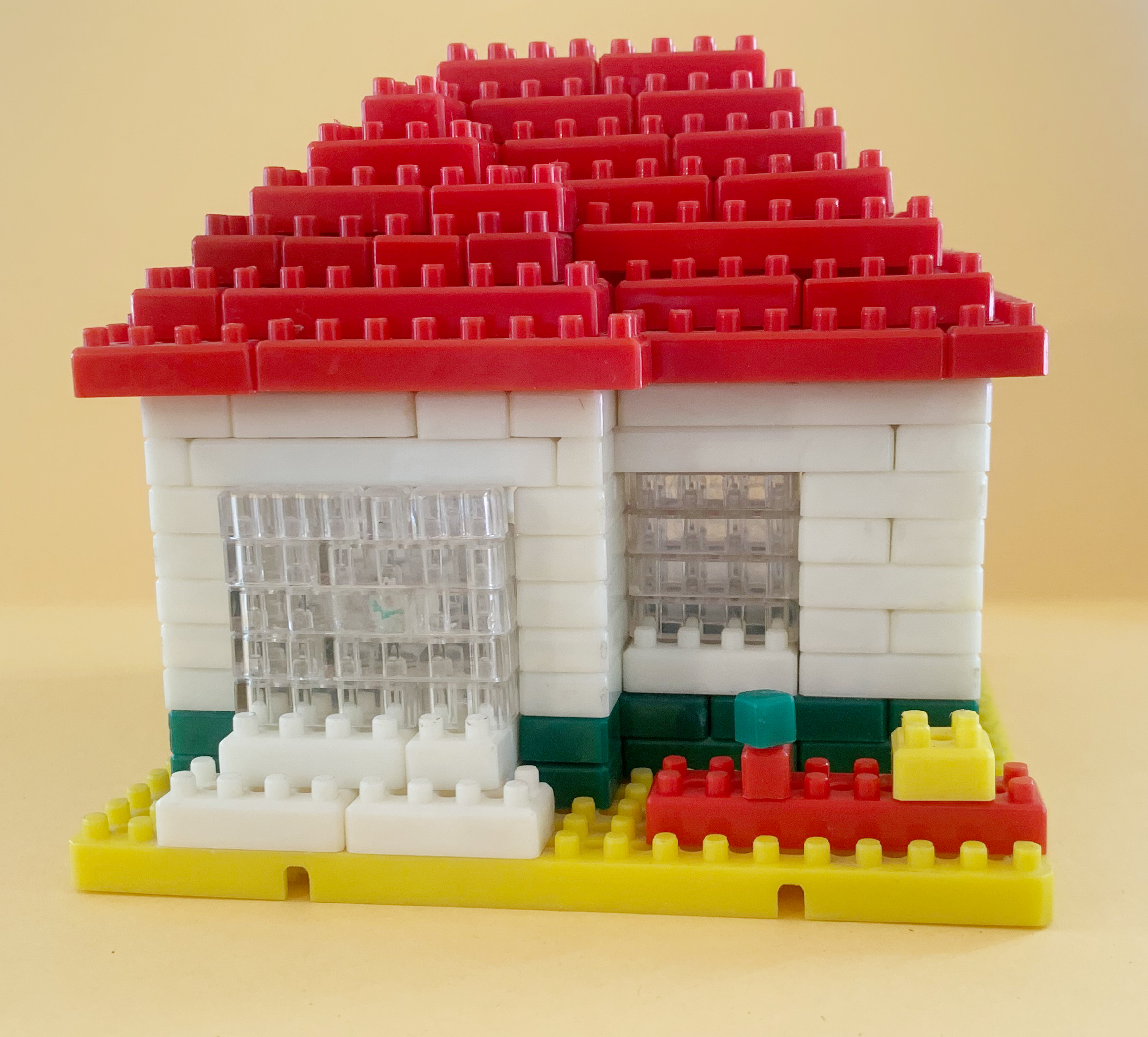

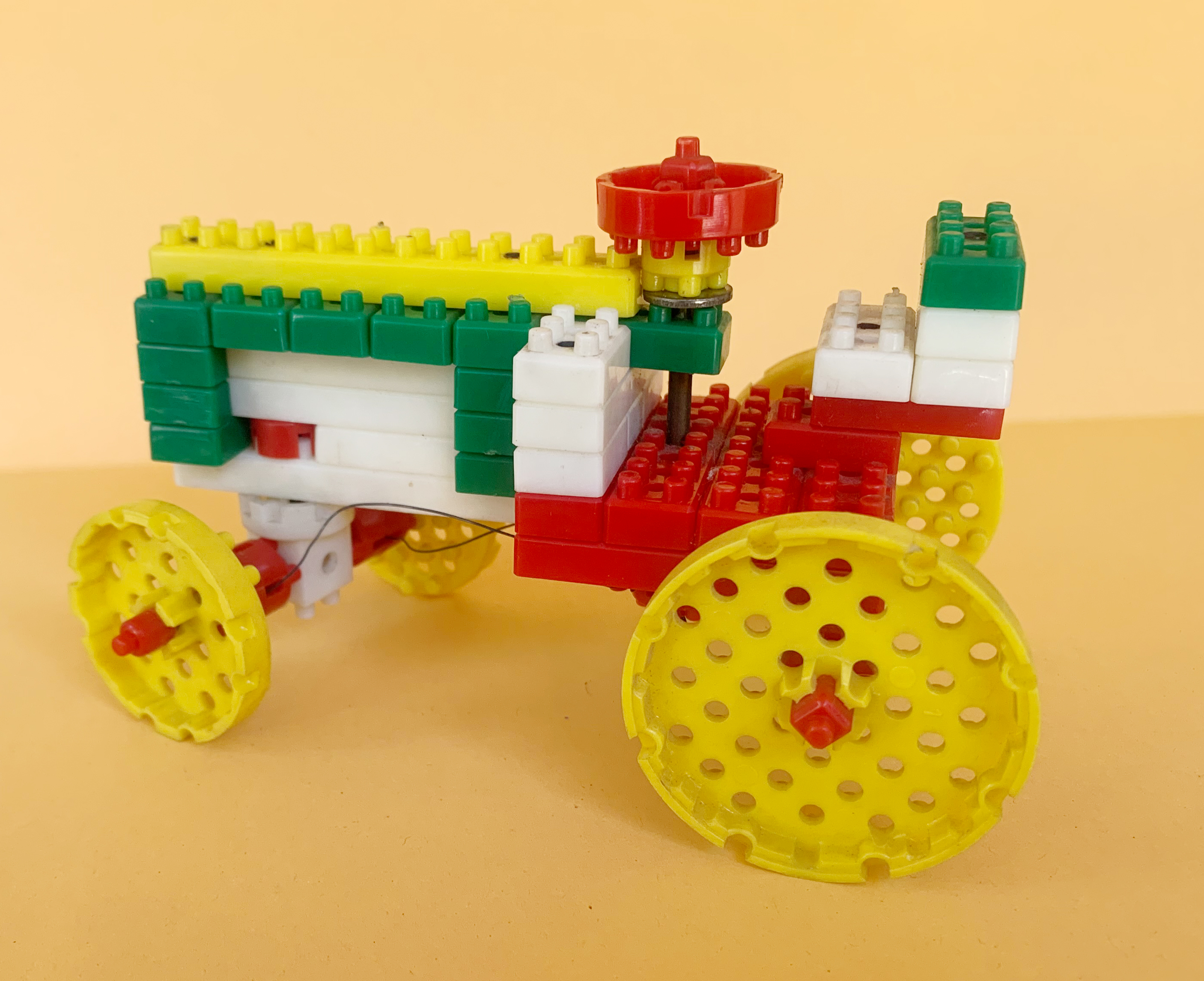

Der Normalstein besaß auf der Oberseite zwei Reihen mit jeweils 4 Zapfen, auf der Unterseite die gleiche Anzahl von Löchern zur Aufnahme der Zapfen. Anfänglich wurden die Steine im Verband mit Metallstiften zusammengehalten, später waren die Zapfen minimal größer als die aufnehmenden Löcher auf der Unterseite. Dadurch hafteten die Steine aneinander. Die Bakelitsteine waren aus Vollmaterial gefertigt, die Steine aus Polystyrol waren innen hohl.
Zielgruppe der Idema-Bausteine waren Kinder, darüber hinaus auch Architekten, welche damit ihre Bauprojekte im Maßstab 1:10 vorab realisieren konnten.